# تل و گورستان محمودآباد
تل و قبرستان محمودآباد مربوط به سده‌های اولین دوران‌های تاریخی پس از اسلام - دوره قاجار است و در شهرستان بوانات، بخش سرچهان، دهستان سرچهان، ۵۰۰ متری شرق روستای محمودآباد واقع شده و این اثر در تاریخ ۱۸ شهریور ۱۳۸۷ با شمارهٔ ثبت ۲۳۴۱۷ به‌عنوان یکی از آثار ملی ایران به ثبت رسیده است.